# پایین‌ذغال‌منزل
پائین ذغال منزل، روستایی است از توابع بخش گیل‌خوران شهرستان جویبار در استان مازندران ایران.

## جمعیت
این روستا در دهستان چپکرود قرار داشته و براساس آخرین سرشماری مرکز آمار ایران که در سال 1397 صورت گرفته، جمعیت آن ۱۱۲۹۳ (۴۸۸ خانوار) بوده‌است.